# Терон
Терон (на старогръцки: Θήρων, Theron, * 540/530 пр.н.е., † 473/472 пр.н.е.) e тиран на древногръцката колония град Акрагас (днешен Агридженто) в Магна Греция, Сицилия през 488 – 473/472 пр.н.е.

## Произход и управление
Той произлиза от род Еммениди и е син на Енезидам (Aenesidamus).
Терон завоюва Химера през 483 пр.н.е. Заедно със своя зет Гелон от Сиракуза той участва в боевете против картагенците, водени от Хамилкар I и ги побеждава през 480 пр.н.е. в битката при Химера. Акрагент и Сиракуза стават след това доминиращи силни центрове в Сицилия за следващите векове. Той се сдобрява с Хиерон I, тиран на Сиракуза, с когото има конфликт през 477 пр.н.е. През 476 пр.н.е. той става олимпийски победител в 76. Олимпийски древни игри в надбягване с колесници (Тетрипон, Tethrippon).
Терон е последван от неговия син Тразидайк като тиран само до 472 пр.н.е. Дъщеря му Дамарете е омъжена за Гелон († 478 пр.н.е.), тиран на Джела и Сиракуза, а дъщеря му Кидипе е омъжена за Анаксилай († 476 пр.н.е.), тиран на Региум.